# Parafia Trójcy Przenajświętszej w Samborcu
Parafia pw. Trójcy Przenajświętszej w Samborcu – parafia rzymskokatolicka znajdująca się w diecezji sandomierskiej w dekanacie Koprzywnica. Erygowana w XIII wieku. 